# Trobljice
Trobljice (znanstveno ime Tubaria) so rod gliv iz družine trobljark (Tubariaceae). Ime rodu izhaja iz latinske besede 'tuba', kar pomeni "trobenta" ali "cev". Spadajo v skupino tako imenovanih "majhnih rjavih gobic", ki jih je težko natančno določiti.

## Značilnosti
Klobuki so običajno bledo rožnato-rjavi do rdečkasto-rjavi in imajo pogosto na robu ostanke delne koprene. Mladi so konveksni in se kasneje razširijo. Lističi so široko pritrjeni na bet ali rahlo potekajo po njemu navzdol.
Trosni prah je svtelo rjave barve. Površina trosov je gladka. Trosi nimajo zarodnih por.
Imajo izrazite tankostenske heilocistide, to so cistide na robovih lističev, ki so pomembne za določitev rodu in posameznih vrst.
Običajno jih najdemo na gnijočem lesu ali na tleh tleh. So široko razširjene po vsem svetu in sicer predvsem v zmernem podnebnem pasu.

## Seznam trobljic Slovenije[4]
- obročkasta trobljica (Tubaria conspersa)
- luskata trobljica (Tubaria dispersa)
- svetloroba trobljica (Tubaria furfuracea)
- zimska trobljica (Tubaria hiemalis)
- drobcena trobljica (Tubaria minutalis)
- prosojna trobljica (Tubaria pellucida)
- velika trobljica (Tubaria praestans)
- obročkana trobljica (Tubaria confragosa)